# عمر ثايري
عمر ثايري هو ممثل وفكاهي جزائري من ولاية برج بوعريرج،شارك في العديد من الأعمال المسرحية والدرامية والكوميدية.

## المسيرة الفنية
بدأ عمر ثايري مسيرته الفنية منذ الصغر، حيث اكتشف موهبته الممثل لخضر بوخرص. شارك في عدة أعمال درامية وكوميدية، من بينها فيلم "تيليغرام" الذي جرت أحداثه في عين السلطان ببرج بوعريريج، من إخراج الحاج رحيم وبطولة سيد علي كويرات. كما اشتهر بدوره في مسلسل عمارة الحاج لخضر، حيث شارك في مواسمه المختلفة.
في عام 2010، قدم دور عبد الله في السيت كوم ساعد القط، ثم انتقل إلى الدراما من خلال مسلسل أشواك المدينة. وفي عام 2017، شارك في السيت كوم همّ يضحك وهمّ يبكي.أما في 2020، فقد كتب وأخرج مسرحية للأطفال بعنوان ضربة جزاء، تحت إشراف جمعية الشعاع الثقافية في برج بوعريريج.

### الاعتزال والعودة
في يونيو 2020، أعلن عمر ثايري اعتزاله التمثيل لأسباب شخصية، مشيرًا إلى رغبته في التركيز على حياته العائلية بعدما أثر العمل على حياته الخاصة. أثار قراره موجة من الحزن في الوسط الفني، حيث اعتبره الكثيرون خسارة كبيرة، وانتشر عبر وسائل التواصل الاجتماعي هاشتاغ "عمر ما نخليوكش تروح" دعمًا له. لاحقًا، استضافته وزيرة الثقافة الجزائرية مليكة بن دودة لمناقشة الأسباب ومحاولة إقناعه بالتراجع عن الاعتزال، ليعلن في النهاية تراجعه عن قراره واستمراره في المشوار الفني.

## وصلات خارجية
- عمر ثايري على موقع قاعدة بيانات الأفلام العربية